# 仙塩総合病院
仙塩総合病院（せんえんそうごうびょういん）は、宮城県多賀城市桜木にある病院である。多賀城市内のほか、塩竈市、七ヶ浜町、仙台市東部地区などを主な診療圏としている。

## 概要
1963年（昭和38年）、「仙塩病院」として設立された。常勤麻酔科医を4名配置するなど、特に手術体制の整備を行っており、2009年（平成21年）度の手術実施件数実績は全診療科合計で約1,200件であった。

## 診療科
- 内科
- 外科
- 整形外科
- 形成外科
- 眼科
- 耳鼻咽喉科
- 泌尿器科
- 麻酔科

## 医療機関の指定等
- 保険医療機関
- 救急告示医療機関
- 労災保険指定医療機関
- 指定自立支援医療機関（育成医療）
- 生活保護法指定医療機関

## 交通アクセス
- JR東日本仙石線多賀城駅下車、徒歩約12分。